# Portobuffolé
Portobuffolé, scris și Portobuffolè (în venetă Portobufołè), este o comună din provincia Treviso, regiunea Veneto, Italia, cu o populație de 742 locuitori (1 ianuarie 2023) și o suprafață de 5,08 km².

## Demografie
Portobuffolè - evoluția demografică

|  | Graficele sunt indisponibile din cauza unor probleme tehnice. Mai multe informații se găsesc la Phabricator și la wiki-ul MediaWiki. |

Date: Recensăminte sau birourile de statistică - grafică realizată de Wikipedia